# 마쓰바라 슈헤이
마쓰바라 슈헤이(일본어: 松原 修平, 1992년 8월 11일~)는 일본의 축구 선수이다.

## 구단 경력
그는 2011년 J2리그의 파지아노 오카야마에 입단했다. 2017년 가마타마레 사누키로 이적했다. 2018년 J3리그의 더스파구사쓰 군마로 이적했다. 2019년 J1리그의 쇼난 벨마레로 이적했다. 2020년 J2리그의 더스파구사쓰 군마로 복귀했다. 2022년부터 2023년까지 J1리그의 교토 상가 FC와 홋카이도 콘사돌레 삿포로에서 활동했다. 2024년 J2리그의 미토 홀리호크로 이적했다.